# جانکارلو دتوری
جانکارلو دتوری (ایتالیایی: Giancarlo Dettori؛ زادهٔ ۵ آوریل ۱۹۳۲) بازیگر اهل ایتالیا است.
از فیلم‌های او می‌توان به لعنت به روزی که تو را ملاقات کردم، خانم صاحبخانه، خانم صاحبخانه و دادرس ناحیه اشاره کرد.